# Reutlashof
Reutlashof (oberfränkisch: Raidles-huhf) ist ein Gemeindeteil der Gemeinde Neuenmarkt im Landkreis Kulmbach (Oberfranken, Bayern). Reutlas liegt in der Gemarkung Neuenmarkt.

## Geographie
Der Weiler liegt am Osthang der Weinleite und ist von Acker- und Grünflächen umgeben. Es entspringt dort der Feulnerbach, ein rechter Zufluss des Weißen Mains. Eine Gemeindeverbindungsstraße führt an Reuth vorbei nach Ködnitz zur Staatsstraße 2182 (1,2 km südwestlich) bzw. nach Oberlangenroth zur Kreisstraße KU 21 (1 km nördlich).

## Geschichte
1290 wurde ein „Engelhard c. de Rwtlashoven“ urkundlich erwähnt. Dies ist zugleich der erste Beleg für den Ort. Der Ortsname bedeutet Hof bei der kleinen Rodung. Bis ins 18. Jahrhundert hinein wurde der Ort einfach nur Reutlas genannt.
Reutlashof gehörte zur Realgemeinde Hegnabrunn. Gegen Ende des 18. Jahrhunderts bestand Reutlashof aus einem Anwesen. Das Hochgericht übte das bayreuthische Stadtvogteiamt Kulmbach aus. Das Stiftskastenamt Himmelkron war Grundherr des Hofes.
Von 1797 bis 1810 unterstand der Ort dem Justiz- und Kammeramt Kulmbach. Mit dem Gemeindeedikt wurde Reutlashof dem 1811 gebildeten Steuerdistrikt Hegnabrunn und der 1812 gebildeten Ruralgemeinde Neuenmarkt zugewiesen.

### Einwohnerentwicklung
| Jahr      | 001818 | 001861 | 001871 | 001885 | 001900 | 001925 | 001950 | 001961 | 001970 | 001987 |
| Einwohner | 12     | 17     | 17     | 15     | 13     | 14     | 31     | 14     | 15     | 16     |
| Häuser    | 2      |        |        | 3      | 2      | 3      | 3      | 3      |        | 3      |
| Quelle    | [ 8 ]  | [ 11 ] | [ 12 ] | [ 13 ] | [ 14 ] | [ 15 ] | [ 16 ] | [ 17 ] | [ 18 ] | [ 1 ]  |

## Religion
Reutlashof ist seit der Reformation evangelisch-lutherisch geprägt und nach St. Johannes (Trebgast) gepfarrt.